# جيمس دوين دوتي
جيمس دوين دوتي هو محامي وسياسي أمريكي، ولد في 5 نوفمبر 1799 في Salem, New York ‏ في الولايات المتحدة، وتوفي في 13 يونيو 1865 في مدينة سولت ليك في الولايات المتحدة. نشط حزبياً في الحزب الديمقراطي والحزب الجمهوري. وقد انتخب Governor of the Territory of Utah ‏ (22 يونيو 1863 – 13 يونيو 1865) وانتخب Governor of Wisconsin Territory ‏ (30 سبتمبر 1841 – 21 يونيو 1844) وانتخب عضو مجلس النواب الأمريكي.

## وصلات خارجية
- جيمس دوين دوتي على موقع الموسوعة البريطانية (الإنجليزية)